# Tetragnatha rimitarae
Tetragnatha rimitarae este o specie de păianjeni din genul Tetragnatha, familia Tetragnathidae, descrisă de Strand, 1911. Conform Catalogue of Life specia Tetragnatha rimitarae nu are subspecii cunoscute.